# كورت اسلي ارفسين
كورت اسلي ارفسين (بالنرويجية: Kurt Asle Arvesen)‏ مواليد 9 فبراير 1975 في مولده، هو دراج نرويجي سابق في صنف سباق الدراجات على الطريق. سبق أن شارك في دورة الألعاب الأولمبية الصيفية.

## سجل النتائج

### سباقات أو مراحل فاز بها
- طواف فرنسا
- طواف إيطاليا

## وصلات خارجية
- الموقع الرسمي

## روابط خارجية
- كورت اسلي ارفسين على موقع IMDb (الإنجليزية)

- كورت اسلي ارفسين على موقع الاتحاد الدولي للدراجات (الإنجليزية)
- كورت اسلي ارفسين على موقع أرشيف الدراجات (الإنجليزية)
- كورت اسلي ارفسين على موقع إحصائيات الدراجات الإحترافية (الإنجليزية)
- كورت اسلي ارفسين على موقع نسبة الدراجات (الإنجليزية)
- كورت اسلي ارفسين على موقع CycleBase (الإنجليزية)
- كورت اسلي ارفسين على موقع أوليمبيديا (الإنجليزية)